# Krzemieńczuk (stacja kolejowa)
Krzemieńczuk (ukr: Станція Кременчук) – stacja kolejowa w Krzemieńczuku, w obwodzie połtawskim, na Ukrainie. Jest częścią administracji połtawskiej Kolei Południowej. Znajduje się na linii Połtawa – Znamjanka.

## Linie kolejowe
- Linia Połtawa – Znamjanka
- Linia Romodan – Krzemieńczuk